# Commercial Bank of Ethiopia SA
El Commercial Bank of Ethiopia Sports Association, també anomenat CBE SA o Ethiopia Nigd Bank, és un club etíop de futbol de la ciutat d'Addis Ababa. Disputa els seus partits a l'Addis Ababa Stadium.
El club va ser fundat l'any 1982 (1975 en el calendari etíop) pel banc del mateix nom. Fins a l'any 2010 fou conegut amb el nom Banks Sport Club.
El club vestia inicialment de blanc i negre. Posteriorment adoptà el color violat.

## Palmarès

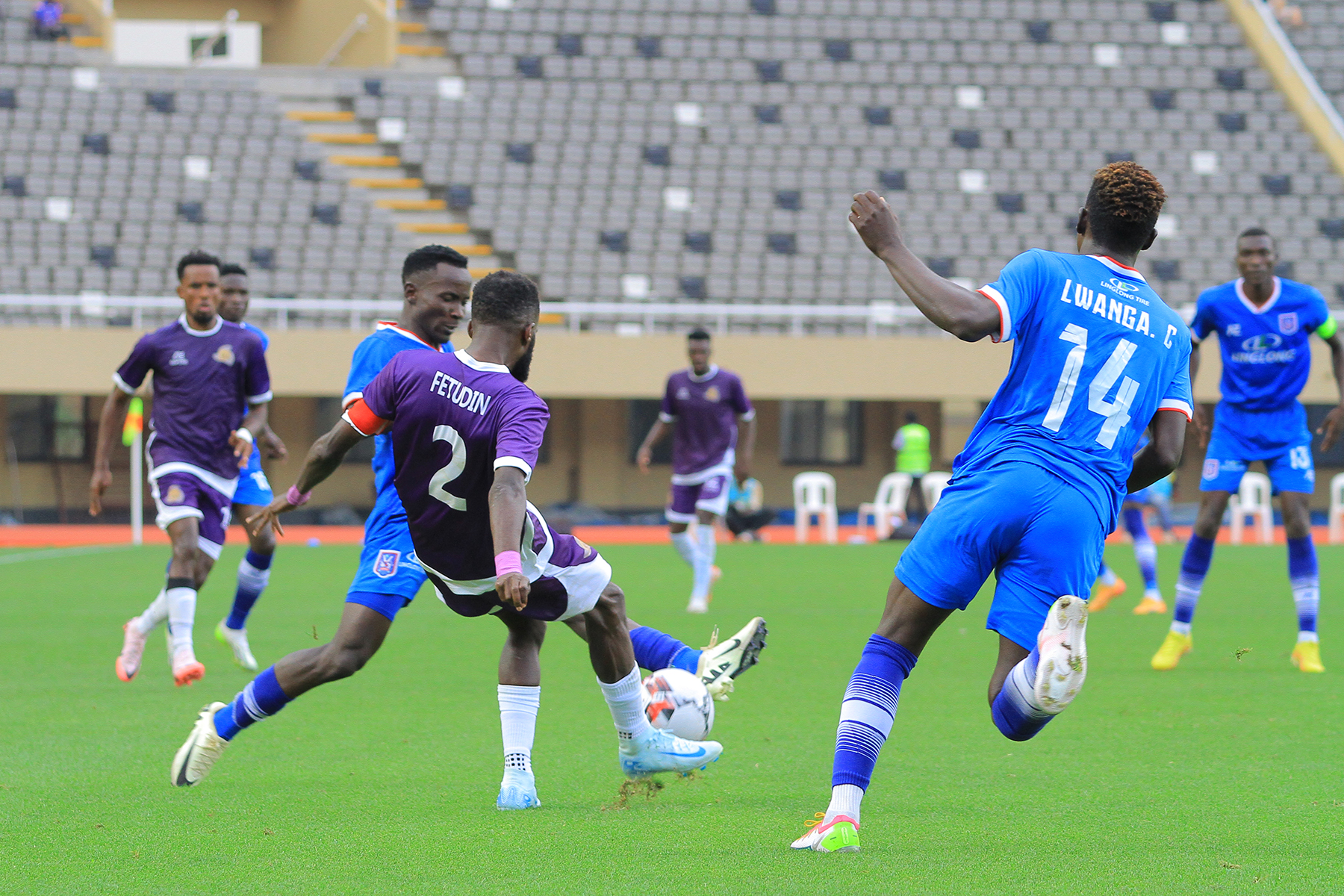
SC Villa vs CBE SA a la lliga de Campions de la CAF.

- Lliga etíop de futbol: [6]
  - 2023–24

- Copa etíop de futbol: [7]
  - 2004

- Copa Ciutat d'Addis Ababa: [7]
  - 2014